# Gameleira
Gameleira es un municipio brasileño del estado de Pernambuco. El municipio es formado por el distrito sede y por los poblados de Cuiambuca, José da Costa y Cachoeira Lisa. Tiene una población estimada en 2020 de 31.318 habitantes.

## Historia
Los distritos de la Gameleira fueron creados conforme la Ley provincial n° 763, de 11 de julio de 1867, e integraban el territorio del municipio de Sirinhaém. La vilña fue creada por la Ley provincial n° 1.057, de 7 de junio de 1872, cuya instalación ocurrió en 13 de diciembre de 1873. En 1860, en el lugar donde está localizada la ciudad, la carretera de ferro do Recife ao São Francisco. Los señores de los ingenios de los municipios vecinos hicieron de la localidad la estación preferida para el envío de azúcar a Recife. Fueron edificados entonces almacenes de aquel producto, residencias y otras construcciones, transformando el local en una población, que tomó el nombre de la Gameleira, debido a un ingenio homónimo, y por el gran número de árboles con el nombre de Gameleira que existían en la época. En 1867 la Ley provincial n° 763 le dio la categoría de freguesia.